# Oncești (okręg Marmarosz)
Oncești – wieś w Rumunii, w okręgu Marmarosz, w gminie Oncești. W 2011 roku liczyła 1549 mieszkańców.